# Sportåret 1814

## Händelser

### Boxning

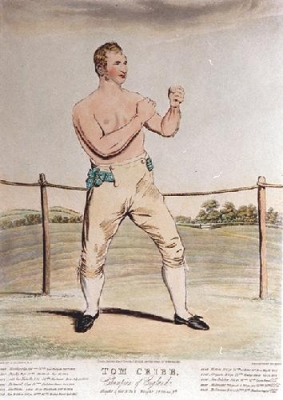
Tom Cribb.

- Tom Cribb behåller den engelska mästerskapstiteln i tungvikt, men det är oklart om han deltar i någon match under året. Någon gång 1812–1815 besegrar han Symonds i Cripplegate.[1]

- 3 maj – Bill Richmond besegrar Jack Davis. Matchen varar i 20 minuter över 13 ronder.[2]

- 27 maj – Tom Molineaux möter William Fuller, men matchen bryts av polis efter åtta minuter.[3]

- 31 maj – Tom Molineaux besegrar William Fuller i Paisley. Matchen varar i en timme och åtta minuter över två ronder.[3]

- 12 juni – Tom Spring besegrar Jack Henley i Mordiford. Matchen varar i elva ronder.[4]

- 15 juni – Tom Cribb sparrar inför den ryska kejsaren Alexander I.[1]

### Cricket
- 22 juni – Första matchen spelas på Lord's Cricket Ground i Marylebone.[5]

### Hästsport
- 28 april – 1000 Guineas Stakes, det yngsta av de fem stora årgångsloppen i Storbritannien, löps på Newmarket Racecourse i Newmarket för första gången.[6]